# (680) Genoveva
Pour les articles homonymes, voir Genoveva.
(680) Genoveva est un astéroïde de la ceinture principale.

## Description
(680) Genoveva est un astéroïde de la ceinture principale découvert le 22 avril 1909 par l'astronome allemand August Kopff à Heidelberg. Sa désignation provisoire était 1909 GW. 
Il fut probablement nommé en référence au personnage titre de la tragédie Genoveva du dramaturge allemand Friedrich Hebbel (1813-1863), qui a notamment inspiré l'opéra Genoveva de Robert Schumann.